# Chambre noire (téléfilm)
Pour plus de détails, voir Fiche technique et Distribution.
Chambre noire est un téléfilm français réalisé par Arnaud Malherbe, diffusé en 2013. 

## Synopsis
Jeff est un artiste photographe qui espère voir décoller sa carrière. Sa vie va basculer le jour où un vieillard excentrique lui donne un vieil appareil photo. À l’intérieur de l’appareil, le cliché sublime d'une jeune femme parmi des photos que Jeff a prises. Ce n'est pas lui qui a photographié la jeune femme, mais la photo, très réussie, lui permet, une fois développée, de gagner en popularité. Il s’avère plus tard que la jeune femme a été assassinée et le Capitaine Mathieu mène l'enquête.

## Fiche technique
- Titre : Chambre noire
- Réalisation : Arnaud Malherbe
- Scénario : Arnaud Malherbe, Anthony Maugendre
- Musique : François-Eudes Chanfrault
- Montage : Floriane Allier
- Costumes : Mélanie Gautier
- Assistants réalisateurs : François Mathon, Johann Lorillon
- Production : Maria Serio, Cyrille Perez, Gilles Perez pour 13 Productions et France Télévisions
- Format : couleur
- Genre : Drame,Thriller
- Durée : 90 minutes
- Date de diffusion :
  -  France : 24 mai 2013 sur France 2

## Distribution
- Jonathan Zaccaï : Jeff
- Armelle Deutsch : Manon
- Francis Perrin : Capitaine Mathieu
- Michel Aumont : M. Édouard
- Chloé Stefani : Anna
- Sylvie Granotier : Danton
- Jean-François Cayray : Nico
- Sara Forestier : la fille sur la photo